# 織田秀綿
織田 秀綿（おだ ひでつら）は、江戸時代中期から後期にかけての大名。大和国柳本藩の第10代藩主。官位は従五位下・筑前守、大和守。尚長流織田家10代。

## 生涯
8代藩主・織田秀賢の三男として誕生。幼名は富十郎。幕府には9代藩主・織田長恒の長男と届けられた。
明和3年（1766年）10月16日、長恒が死去したため、家督を相続した。明和8年（1771年）7月28日、10代将軍・徳川家治に御目見する。安永元年（1772年）江戸火消役を命じられる。安永3年（1774年）12月18日、従五位下筑前守に叙任する。安永5年（1776年）、駿府加番を命じられる。安永8年（1779年）5月、鎌倉を訪れて、織田長好の建立した建長寺長好庵などを参詣する。明和6年（1769年）1月15日、柳本領内で百姓一揆が起こり、12名の百姓を処罰した。享和2年（1802年）12月にも年貢軽減を求めて農民が柳本陣屋に押し寄せ、藩側の発砲で死傷者を出した。
文化3年（1806年）9月20日、死去。享年51。法号は法光院殿通山宗貫大居士。墓所は東京都港区南麻布の天真寺。

## 系譜
子女は8男8女。
- 父：織田秀賢
- 母：不詳
- 正室：虎子 - 鳥居忠意の九女、のち離縁
- 継室：菊子 - 喜久、間部詮央の長女
  - 七男：織田信陽
- 生母不明の子女
  - 次男：織田秀便
  - 三男：日向正好 - 日向正肥養子
  - 六男：溝口秀久
  - 女子：田中玄恵室